# 佐々木政義
佐々木 政義（ささき まさよし、承元2年（1208年） - 正応3年6月17日（1290年7月24日））は、鎌倉時代前期の武将。鎌倉幕府の御家人。佐々木義清の嫡男。通称は隠岐太郎。官位は左衛門少尉。隠岐・出雲両国の守護職。

## 来歴

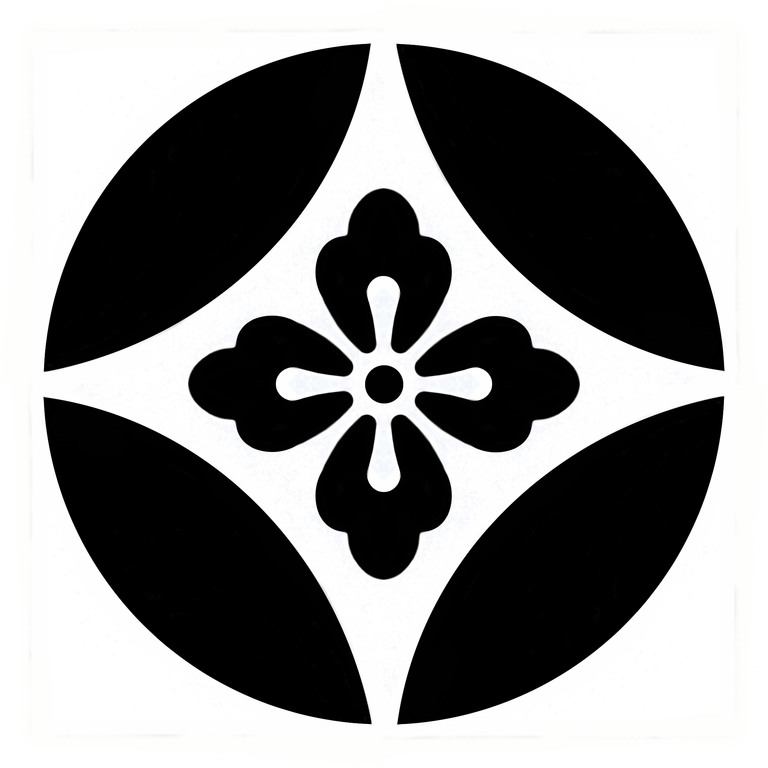
花輪違（七宝に花角）

承元2年（1208年）、佐々木義清の嫡男として生まれる。
鎌倉幕府第5代将軍・藤原頼嗣の近習となる。
1233年頃、父義清より隠岐・出雲両国の守護職を相続したが、三浦泰村と諍いを起こし憤怒に任せて、建長2年12月29日庚申（1251年1月22日）、無断で出家をして「真願（心願）」と号した。この無断出家の罪により政義の職掌・所領は没収され、弟の佐々木泰清が、隠岐・出雲両国の守護を継承した。
正応3年6月17日（1290年7月24日）入寂。享年83歳。

## 補注
1. ↑  『佐々木系譜』による表記。
2. ↑  『吾妻鏡』による表記。
3. ↑  『吾妻鏡』第40巻、建長2年12月大29日庚申（1251年1月22日）條。「隠岐太郎左衛門入道心願者、佐々木隠岐前司義清が嫡男。幕府の近習也。俄に以て出家遁世令め訖。而るに若狭前司泰村、北條殿御縁者と為し、殆ど武家の権柄を極め、已に諸人之上首を爲すに似たり。時于、心願獨り異心を挿み坐着の上下の如き之事に就き、度々喧嘩に及ぶ。始終之を相争うを不得と出家之企て此の事に於て起こすと云々。件の所領に於て者、舎弟次郎左衛門尉泰清に賜はる」による。